# Howerła Użhorod
Howerła Użhorod (ukr. Футбольний клуб «Говерла» Ужгород, Futbolnyj Kłub „Howerła” Użhorod) – ukraiński klub piłkarski z siedzibą w Użhorodzie. Założony w roku 1925 jako Ruś Użhorod.
Do lata 2016 występował w rozgrywkach ukraińskiej Premier-Lihi.

## Historia
Chronologia nazw:
- 1925–1945: Ruś Użhorod (ukr. «Русь» Ужгород)
- 1946–1960: Spartak Użhorod (ukr. «Спартак» Ужгород)
- 1961–1970: Werchowyna Użhorod (ukr. «Верховина» Ужгород)
- 1971–1981: Howerła Użhorod (ukr. «Говерла» Ужгород)
- 1982–1997: OSK Zakarpattia Użhorod (ukr. ОСК «Закарпаття» Ужгород)
- 1997–7.11.1998: Werchowyna Użhorod (ukr. «Верховина» Ужгород)
- 7.11.1998–15.07.2011: Zakarpattia Użhorod (ukr. «Закарпаття» Ужгород)
- 15.07.2011–31.05.2012: Howerła-Zakarpattia Użhorod (ukr. «Говерла-Закарпаття» Ужгород)
- 01.06.2012–2016: Howerła Użhorod (ukr. «Говерла» Ужгород)

15 sierpnia 1925 w klubie „Gniazdo” w Użhorodzie patrioci miłośnicy sportu wybrało Komisję z trzech mężczyzn – Augustyna Ławryszyna, Serhija Jefremowa i Teodora Ortutaja, którzy ogłosili o założeniu nowego klubu sportowego Ruś Użhorod na bazie Węgierskiego Klubu Atletycznego, który istniał od 1906. Na zebraniu był wybrany Zarząd klubu, a kierownikiem sekcji piłki nożnej został Augustyn Ławryszyn. Kolory klubu wybrano zielone i czerwone. Na herbie klubu było oficjalne godło kraju: po lewej niebieskie i żółte paski, a po prawej czerwony niedźwiedź.
Po zakończeniu I wojny światowej Zakarpacie zostało przydzielone do Czechosłowacji i zgodnie z instrukcjami Związku Piłki Nożnej Czechosłowacji w 1920 roku zostały utworzone dwie żupy – „słowiańska” (drużyny piłkarskie narodowości czeskiej i słowackiej) oraz „zakarpacka” (Karpataijai Lobdoruho kerület) (węgierskie drużyny). Rozgrywki w każdej z zup odbywały się niezależnie.
Od 1929 uczestniczył w mistrzostwach Słowacji. W 1933 po raz pierwszy i jedyny raz w historii drużyny ze słowiańskiej i zakarpackiej żup walczyli o tytuł absolutnego mistrza Słowacji. O wszystkim zadecydował trzeci mecz (wynik pierwszych dwóch – 3:2 i 0:1), w którym Ruś Użhorod wygrał z lokalnym rywalem UMTE – 3:2.
W 1934 roku został reorganizowany system rozgrywek w całym kraju, połączone w jedyne mistrzostwa Czechosłowacji. Najlepsze kluby piłkarskie zostały podzielone na 5 dywizji: średnioczeska, prowincji czeskiej, morawsko-śląska, słowacko-podkarpacka oraz związku niemieckiego. Jak widać, system rozgrywek piłkarskich w Czechosłowacji prowadzony był z podziałem na narodowość. Dywizja słowacka została podzielona na dwie grupy – zachodnia (drużyny zachodniej i środkowej Słowacji) i Wschodniej (wschodnia Słowacja i Zakarpacie). Na podstawie dotychczasowych wyników sportowych do dywizji wschodniej słowacko-podkarpackiej zostały przydzielone dwa silniejsze słowiańskie kluby (Ruś Użhorod i ČsŠK Użhorod) i dwa węgierskie kluby, które zajęli dwa pierwsze miejsca w swoich mistrzostwach (MSE Mukaczewo i Beregszászi FTC). Później do nich dołączył i Ungvári AC.
W 1936 klub po raz drugi zdobył mistrzostwo Słowacji. W sezonie 1936/1937 zadebiutował w piłkarskiej lidze Czechosłowacji, w której zajął przedostatnie 11. miejsce.
Po upadku Czechosłowacji w marcu 1939 roku Zakarpacie okazało się pod panowaniem Węgier. Najlepsze zakarpackie kluby (Ruś Użhorod, Ungvári AC, MSE Mukaczewo i Beregszászi FTC) w sezonie 1939/40 startowały w drugiej lidze (Nemzeti Bajnokság B, Felvidéki csoport). Jedynie Ruś Użhorod utrzymała się w II lidze, a reszta zespołów spadła do III ligi. W 1940 był 4, w 1941 – 9, w 1942 – 7, w 1943 – 7, w 1944 – 4, sezon 1944/45 został przerwany z powodu z powodu działań wojennych.
Klub był wszelkimi sposobami uciskany przez władze węgierskie, ale nie przeszkodziło to być w grupie czołowej w drugiej lidze węgierskiej. Z przyjściem radzieckich wojsk w październiku 1944 klub przestał uczestniczyć w rozgrywkach piłkarskich.
Latem 1945 został organizowany turniej wśród najlepszych drużyn Zakarpacia aby wybrać reprezentację obwodu zakarpackiego (30 piłkarzy) na Spartakiadę Ukraińskiej SRR, która miała odbyć się od 23 sierpnia do 6 września 1945 w Kijowie. Awans do etapu finałowego zdobyły drużyny Ruś Użhorod, UMTE, Dynamo Mukaczewo i Werchowyna Berehowo. Czasu na wyłonienia mistrza Zakarpackiej Ukrainy brakowało i postanowiono zakończyć mistrzostwa po powrocie ze Spartakiady z Kijowa. Z piłkarzy tej czwórki powołano 2 reprezentacje, zwane Wschodnia-XI i Zachodnia-XI.
29 czerwca 1945 piłkarze Rusi Użhorod rozegrali swój ostatni mecz piłkarski, po czym klub został rozwiązany.
Właśnie piłkarze Rusi Użhorod stali się w styczniu 1946 roku zalążkiem nowo utworzonego klubu Spartak Użhorod, który chwalebnie prezentował radzieckie Zakarpacie na terytorium Ukraińskiej SRR. W pierwszym sezonie 1946 Spartak zdobył mistrzostwo Ukraińskiej SRR. W 1950 i 1953 zespół powtórzył ten sukces. W 1951 roku klub debiutował w rozrywkach Klasie B Mistrzostw ZSRR, ale zajął 9.miejsce i w barażach przegrał i pożegnał się z rozgrywkami profesjonalnymi. Od 1954 klub ponownie występował w Klasie B. W 1961 roku zmienił nazwę na Werchowyna Użhorod. Po reorganizacji systemu lig ZSRR w 1971 roku zmienił swoją nazwę i zespół zakarpacki. Teraz został nazwany Howerla Użhorod i zaczął występować w ukraińskiej grupie drugiej ligi. W 1982 zespół został przemianowany ponownie, tym razem na Zakarpattia Użhorod, ale jakość gry od tego nie uległa poprawie.
Od początku rozrywek w niezależnej Ukrainie klub występował w Pierwszej Liże. W 1996 ponownie przyjął nazwę Werchowyna Użhorod, ale w 1998 przywrócił poprzednią nazwę Zakarpattia Użhorod. Dopiero w sezonie 2001/02 klub debiutował w Wyższej Lidze, ale nie potrafił utrzymać się w niej i spadł z powrotem do Pierwszej Lihi. Przy kolejnej próbie klub zatrzymał się w Wyższej Lidze na dwa sezony (2004/05-2005/06). Potem klub co sezon zmieniał ligi (grał w Premier-lidze w sezonach 2007/08, 2009/10, 2012/13)
15 lipca 2011 zmienił nazwę na Howerła-Zakarpattia Użhorod. Przed rozpoczęciem sezonu 2012/13 klub przywrócił historyczną nazwę Howerla Użhorod.
Po zakończeniu sezonu 2015/16 przez stan finansowy nie otrzymał licencji na grę w Premier-lidze i 12 lipca 2016 klub ogłosił o rezygnacji występów na poziomie zawodowym, po czym został rozwiązany.

## Sukcesy

### Trofea krajowe
Ukraina
| \| \| Zdobyte trofea w rozgrywkach Ukrainy (stan na: 31-05-2012) \| |                                                            |      |                  |
| Rozgrywki                                                           | Osiągnięcie                                                | Razy | Sezon(y)         |
| · Mistrzostwo                                                       | I miejsce                                                  | 0    |                  |
| · Mistrzostwo                                                       | II miejsce                                                 | 0    |                  |
| · Mistrzostwo                                                       | III miejsce                                                | 0    |                  |
| · Mistrzostwo                                                       | 12 miejsce                                                 | 1    | 2005             |
| Puchar                                                              | zdobywca                                                   | 0    |                  |
| Puchar                                                              | finalista                                                  | 0    |                  |
| Puchar                                                              | 1/4 finału                                                 | 1    | 2002             |
| II liga                                                             | I miejsce                                                  | 3    | 2004, 2009, 2012 |
| II liga                                                             | II miejsce                                                 | 2    | 2001, 2007       |
| II liga                                                             | III miejsce                                                | 0    |                  |
| Ukraina                                                             | Zdobyte trofea w rozgrywkach Ukrainy (stan na: 31-05-2012) |      |                  |

ZSRR
| \| \| Zdobyte trofea w rozgrywkach Związku Radzieckiego (stan na: 1-01-1992) \| |                                                                        |      |                                                           |
| Rozgrywki                                                                       | Osiągnięcie                                                            | Razy | Sezon(y)                                                  |
| Mistrzostwo                                                                     | I miejsce                                                              | 0    |                                                           |
| Mistrzostwo                                                                     | II miejsce                                                             | 0    |                                                           |
| Mistrzostwo                                                                     | III miejsce                                                            | 0    |                                                           |
| Puchar                                                                          | zdobywca                                                               | 0    |                                                           |
| Puchar                                                                          | finalista                                                              | 0    |                                                           |
| Puchar                                                                          | 1/4 finału                                                             | 1    | 1946                                                      |
| II liga                                                                         | I miejsce                                                              | 0    |                                                           |
| II liga                                                                         | II miejsce                                                             | 0    |                                                           |
| II liga                                                                         | III miejsce                                                            | 0    |                                                           |
| II liga                                                                         | 4 miejsce                                                              | 3    | 1948 (podgrupa B), 1949 (grupa ukraińska), 1958 (3 grupa) |
|                                                                                 | Zdobyte trofea w rozgrywkach Związku Radzieckiego (stan na: 1-01-1992) |      |                                                           |

### Inne trofea
- Mistrzostwo Słowacji:
  - mistrz (2x): 1933, 1936

- Mistrzostwo Ukraińskiej SRR:
  - mistrz (3x): 1946, 1950, 1953

- Puchar Ukraińskiej SRR:
  - zdobywca (1x): 1950

## Stadion
Od 1952 roku klub rozgrywa swoje mecze domowe na stadionie Awanhard, który może pomieścić 12 000 widzów i ma wymiary 104 × 68 metrów.

## Piłkarze

### Obecny skład
Stan na 2.09.2015
| Nr | Poz. | Piłkarz                                           |
| -- | ---- | ------------------------------------------------- |
| 2  | PO   | Wiktor Hej                                        |
| 3  | OB   | Wiaczesław Łuchtanow (wypożyczony z Dynama Kijów) |
| 5  | OB   | Mychajło Riaszko                                  |
| 6  | PO   | Dmytro Jeremenko                                  |
| 8  | PO   | Ołeksij Sawczenko (wypożyczony z Dynama Kijów)    |
| 10 | NA   | Ihor Chudobiak                                    |
| 11 | PO   | Witalij Hemeha (wypożyczony z Dynama Kijów)       |
| 20 | OB   | Vitālijs Jagodinskis (wypożyczony z Dynama Kijów) |
| 21 | OB   | Ihor Honczar (wypożyczony z Szachtara Donieck)    |
| 22 | PO   | Jurij Toma                                        |

| Nr | Poz. | Piłkarz                                         |
| -- | ---- | ----------------------------------------------- |
| 23 | OB   | Serhij Lulka (wypożyczony z Dynama Kijów)       |
| 24 | PO   | Witalij Kawerin (wypożyczony z Dynama Kijów)    |
| 28 | PO   | Jewhen Czumak (wypożyczony z Dynama Kijów)      |
| 29 | NA   | Mychajło Serhijczuk (wypożyczony z Karpat Lwów) |
| 30 | OB   | Pawło Iwanow                                    |
| 33 | BR   | Dmytro Babenko                                  |
| 77 | OB   | Pawło Kutas                                     |
|    | OB   | Dmytro Nazarenko                                |
|    | OB   | Ołeksij Zozula                                  |
|    | PO   | Dmytro Osadczy                                  |

### Piłkarze na wypożyczeniu
| Nr | Poz. | Piłkarz                                                  |
| -- | ---- | -------------------------------------------------------- |
|    | OB   | Mykoła Weczurko (wypożyczony do Hirnyk-Sport Komsomolsk) |

## Trenerzy
- 1946–1947:  Bertałon Wejh
- 1948–1949:  Fedir Kuruc
- 1950–1952:  Wasyl Radyk
- 1953:  Bertałon Wejh
- 1954–1955:  Karło Sabo i Fedir Kuruc
- 1956–1959:  Mychajło Mychałyna
- 1960–1961:  Mychajło Mychałyna i Ernest Just

...
- 1963–1968:  Mychajło Mychałyna
- 1969–1970:  Wasyl Rewaczko i Zołtan Djerfi
- 1971–0?.1971:  Wasyl Turianczyk
- 0?.1971–10.1974:  Dezyderij Towt
- 10.1974–1975:  Mychajło Mychałyna

...
- 1977–1978:  Isztwan Szandor
- 1979–1980:  Ernest Kesłer
- 1981–1982:  Fedir Wanzeł
- 1982:  Tomasz Pfajfer
- 1983–06.1987:  Isztwan Szandor
- 06.1987–09.1988:  Iwan Pażo
- 09.1988–07.1990:  Iwan Krasnecki
- 07.1990–07.1992: / Stepan Wojtko
- 08.1992–07.1993:  Jurij Czyrkow
- 08.1993–07.1994:  Iwan Szanhin
- 08.1994–09.1994:  Ernest Kesłer
- 10.1994–11.1994:  Iwan Łednej
- 03.1995–07.1995:  Jurij Czyrkow
- 08.1995–11.1996:  Matwij Bobal
- 03.1997–07.1997:  Ołeksandr Hołokołosow
- 08.1997–08.1997:  Stepan Wojtko
- 09.1997–05.1998:  Iwan Szanhin
- 05.1998–07.1998:  Wałentyn Chodukin
- 08.1998–11.2000:  Wiktor Riaszko
- 03.2001–06.2002:  Jurij Kalitwincew
- 07.2002–08.2005:  Wiktor Riaszko
- 08.2005:  Wołodymyr Wasiutyk
- 09.2005–09.2007:  Petro Kuszłyk
- 09.2007–04.2008:  Wołodymyr Szaran
- 04.2008–10.2008:  Wołodymyr Wasiutyk
- 10.2008–06.2009:  Mychajło Iwanycia
- 06.2009–04.2011:  Ihor Hamuła
- 04.2011–26.05.2013:  Ołeksandr Sewidow
- 18.06.2013–...: Wjaczesław Hrozny